# Dubem Nwachukwu
Dubem Nonyolu Nwachukwa (* 8. Februar 2000 in Houston, Texas) ist ein nigerianisch-US-amerikanischer Sprinter, der sich auf die 400-Meter-Distanz spezialisiert hat und der seit Juli 2023 für Nigeria startberechtigt ist.

## Sportliche Laufbahn
Dubem Nwachukwu wuchs in Katy in Texas auf und studierte von 2019 bis 2020 an der Texas A&M University–Corpus Christi, ehe er an die Arizona State University wechselte. 2023 startete er über 400 Meter bei den Weltmeisterschaften in Budapest und schied dort mit 45,60 s in der ersten Runde aus. Zudem verpasste er mit der nigerianischen Mixed-Staffel über 4-mal 400 Meter mit 3:14,38 min den Finaleinzug. Im Jahr darauf schied er bei den Hallenweltmeisterschaften in Glasgow mit 46,69 s im Halbfinale aus. Kurz darauf belegte er bei den Afrikaspielen in Accra in 47,13 s den achten Platz im Einzelbewerb und gewann mit der Staffel durch seinen Vorlaufeinsatz die Bronzemedaille. Im Mai wurde er bei den World Athletics Relays in Nassau in 3:16,68 min Achter in der Finalrunde über 4-mal 400 Meter, sicherte dem nigerianischen Team durch eine gute Leistung in der Vorrunde einen Startplatz bei den Olympischen Spielen in Paris. Anschließend gewann er bei den Afrikameisterschaften in Douala in 3:13,72 min gemeinsam mit Ifeanyi Emmanuel Ojeli, Ella Onojuvwevwo und Patience Okon George die Silbermedaille in der Mixed-Staffel hinter dem südafrikanischen Team.

## Persönliche Bestleistungen
- 400 Meter: 44,81 s, 7. Juni 2023 in Austin
  - 400 Meter (Halle): 46,30 s, 20. Januar 2024 in Lubbock